# Totum pro parte
Totum pro parte (z łac., „całość zamiast części”) – figura retoryczna, odmiana synekdochy, polegająca na zastąpieniu nazwy części przez nazwę całości np. „policja” zamiast „kilku policjantów”.